# Georg Zülch (Heimatforscher)

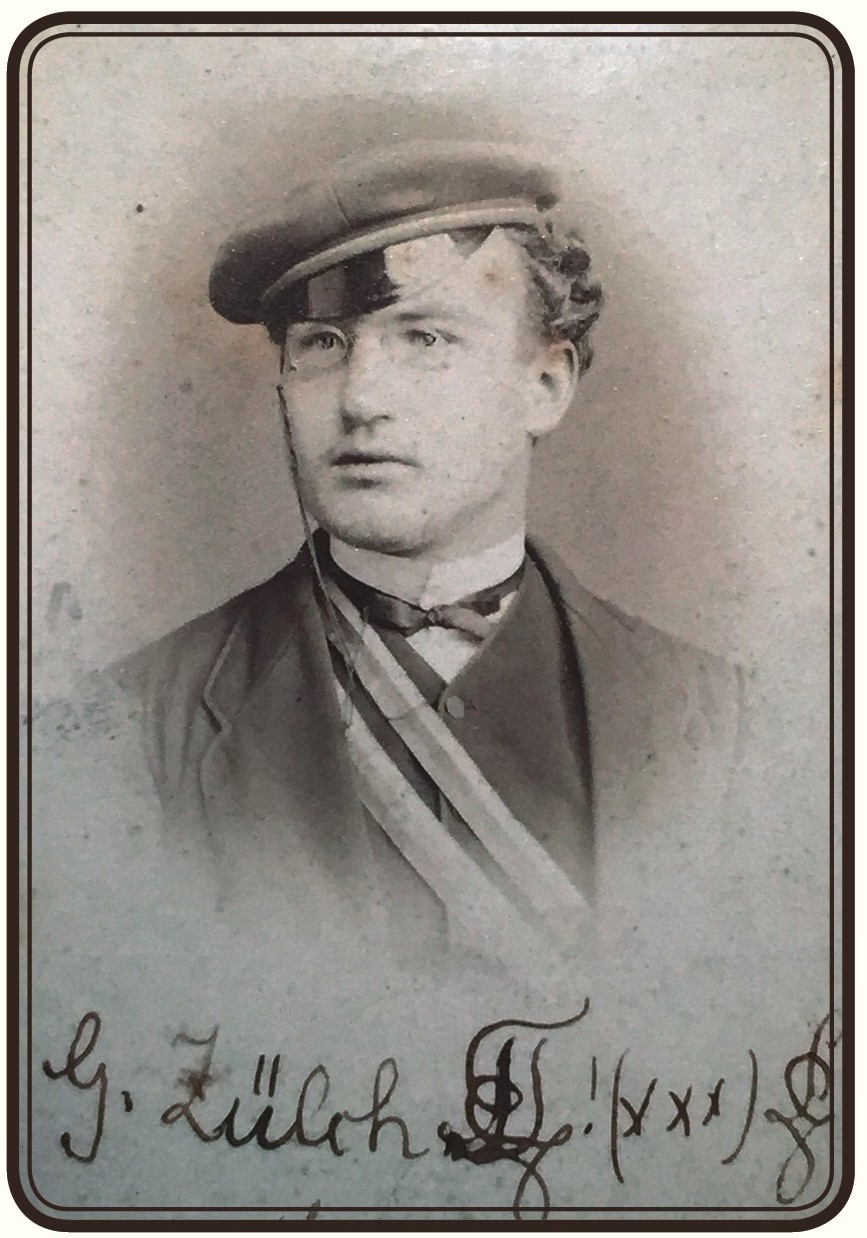
Georg Zülch

Georg Zülch (* 7. März 1851 in Melsungen; † 8. Juni 1890 in Oberlahnstein) war ein deutscher Lehrer und Heimatforscher.

## Leben
Georg Zülch war ein Sohn des Altmorschener und Melsunger Pfarrers und Rektors Karl Edwart Zülch und der Berta Schenck aus Offenbach. Er studierte ab 1869 Evangelische Theologie und Philologie an der Philipps-Universität Marburg. Im Wintersemester 1869/70 wurde er mit Louis Viereck im Corps Teutonia Marburg aktiv. 1870 wechselte er an die Universität Leipzig, wo er sich auch dem Corps Lusatia Leipzig anschloss. Nach Studienabschluss war er 1874/75 als Kandidat an der  Alten Landesschule Korbach tätig. Er kam dann als Hilfslehrer an das Gymnasium in Hadamar und diente schließlich ab 1877 als Realschullehrer am Gymnasium in Oberlahnstein.
In dieser Zeit verfasste er mehrere Beiträge zur Geschichte der Stadt Oberlahnstein. Mit dem Kaplan Josef Hellbach rief er den Lahnsteiner Altertumsverein ins Leben. Für die vom Verein ab 1883 herausgegebene Zeitschrift Rhenus entstanden Beiträge zur Geschichte des Mittelrheins. 
Zülch wurde nur 39 Jahre alt. Der Kunsthistoriker Walther Karl Zülch ist ein Sohn, die Schauspielerin Gisela Zülch seine Enkelin.